# Ofenberg (Wolfhagen)
Der Ofenberg bei Wolfhagen im nordhessischen Landkreis Kassel ist ein 372,5 m ü. NHN hoher Berg des zum Westhessischen Bergland gehörenden Wolfhager Hügellands.

## Geographie

### Lage
Der Ofenberg erhebt sich im Naturpark Habichtswald unmittelbar östlich der Kernstadt von Wolfhagen. Nördlich fließt das Mühlenwasser als Zufluss der Erpe etwa in Südwest-Nordost-Richtung am Berg vorbei. Östlich des Bergs leitet eine landwirtschaftlich genutzte Hochfläche über den bewaldeten Hohen Rücken (341,5 m) zur am Helfenberg (366,2 m; ehemaliger Standort der Burg Helfenberg) gelegenen Ortslage Philippinenburg des Wolfhagener Stadtteils Philippinenburg und -thal über. Südöstlich des Bergs bzw. südlich dieses Stadtteils erhebt sich der wuchtige Isthaberg (523,1 m); westlich fließt durch das Wolfhager Tal als südwestlicher Mühlenwasser-Zufluss der kleine Limeckebach.
Die Berg- bzw. Hügelgruppe von Ofenberg, Festberg, Helfenberg und Isthaberg wird örtlich auch als „Wolfhager Schweiz“ bezeichnet.

### Naturräumliche Zuordnung
Der Ofenberg liegt in der naturräumlichen Haupteinheitengruppe Westhessisches Bergland (Nr. 34) in der Haupteinheit Ostwaldecker Randsenken (341) auf der Grenze der Naturräume Ehringer Senke (341.30) im Westen und Altenhasunger Graben (341.33) im Osten, die beide zum Wolfhager Hügelland (341.3) gehören.

## Bauwerke
Auf dem überwiegend von Buchen und Kiefern bewaldeten Ofenberg steht seit 1964 der Aussichtsturm Ofenberg-Turm, von dem der Blick unter anderem auf Teile Wolfhagens und in das Wolfhager Hügelland fällt. Wenige Meter südwestlich unterhalb von Gipfelregion und Turm befindet sich das Waldrestaurant Wolfsschänke. Am dorthin führenden Fahrweg existiert ein Wasserbehälter.
Auf dem Kleinen Ofenberg, dem Südausläufer des Ofenbergs, steht das Kreiskrankenhaus Hessenklinik Wolfhagen.

## Verkehr und Wandern
Südlich und südöstlich vorbei am Ofenberg führt zwischen Wolfhagen und Philippinenburg die Kreisstraße 102. Von dieser zweigt eine zum vorgenannten Krankenhaus verlaufende Stichstraße ab, von der wiederum als Sackgasse ein Fahrweg zum Wandererparkplatz bei der Gipfelregion führt. Forst-, Wald- und Wanderwege durchziehen die Berg- und Waldlandschaft des Ofenbergs, durch die unter anderem zwischen Wolfhagen und Nothfelden ein Abschnitt des Wanderwegs Märchenlandweg, zwischen Wolfhagen und Altenhasungen ein solcher des Studentenpfads und zudem ein Abschnitt des Rundwanderwegs Eco-Pfad Kulturgeschichte Wolfhagen führen.